# 阿克拉内斯
阿克拉内斯（冰島語發音：[ˈaːkraˌnɛːs]）是冰岛西部区的市镇。市镇面积为9平方公里，2021年时人口数量为7,697人。阿克拉内斯位于冰岛西海岸，在首都雷克雅未克北边20公里处。
现今阿克拉内斯的范围内早在9世纪就有人居住，但直至1942年才取得市镇地位。

## 历史
阿克拉内斯早在9世纪时就有来自爱尔兰的移民前来定居。在17世纪中期发展为一个渔村。1942年取得了市镇权，之后几年内人口破纪录地增长。
工业一直都是大型且增长的雇主行业。自1950年代起一家水泥厂就开始运作，一家铝熔炼厂也从1998年开始运作。

## 经济

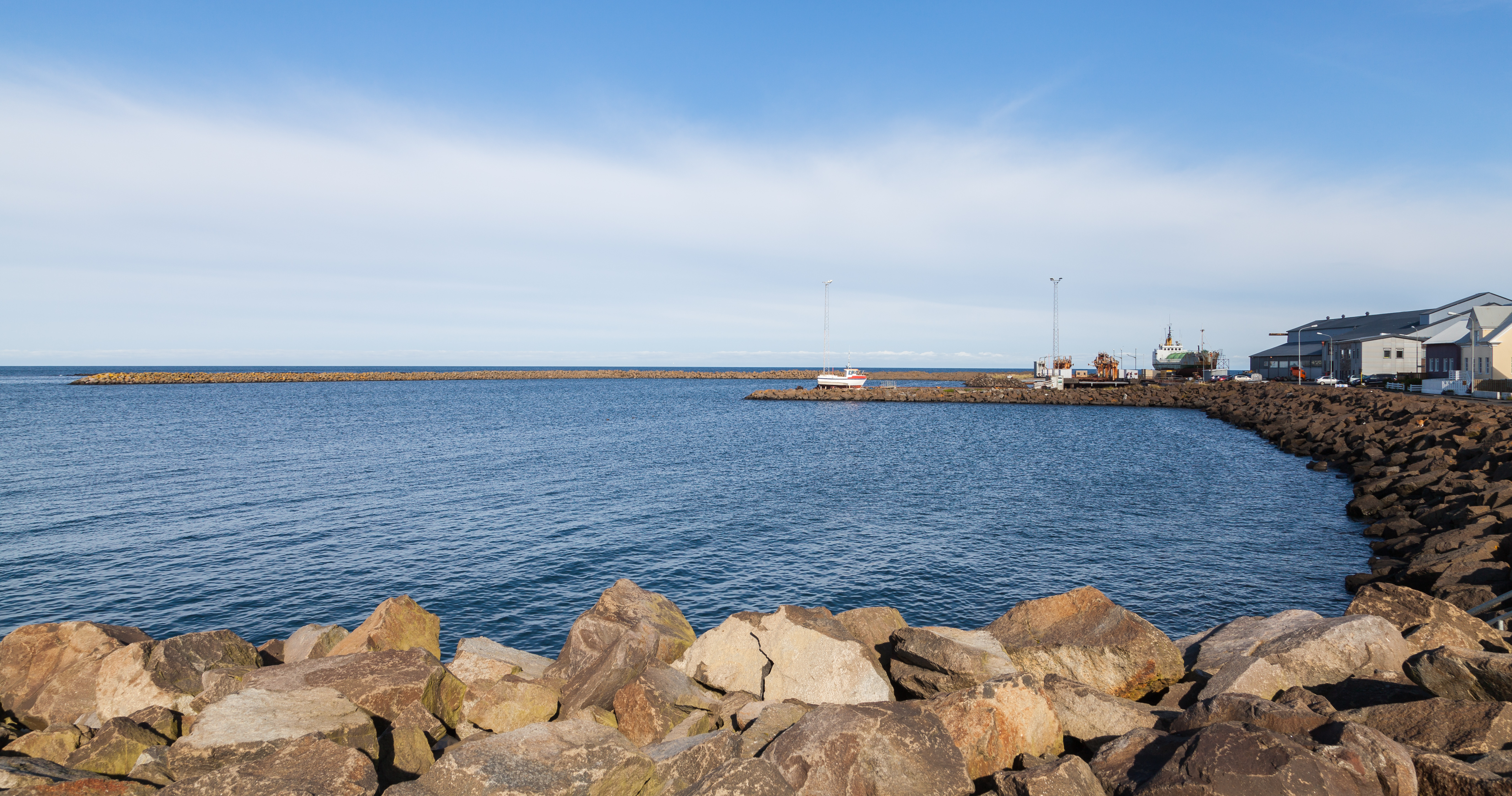
阿克拉内斯港

渔业一直是本地最重要就业岗位来源，由于阿克拉内斯是其周边乡村地区的服务中心，商业也是一个显著的雇主行业。
一条5.57公里长、连接阿克拉内斯和雷克雅未克的隧道已于1998年投入运营，这也是世界上最长的水下公里隧道之一。工业增长及前往雷克雅未克地区交通的改善促进着阿克拉内斯的进一步发展。

## 体育
阿克拉内斯有着传统的足球传统。阿克拉内斯体育俱乐部在很多年中是冰岛足球联赛中顶级球队。